# Candelariomycetes
Candelariomycetes Voglmayr & Jaklitsch – klasa grzybów z typu workowców (Ascomycota).

## Charakterystyka
Jest to nowa, utworzona w 2018 roku klasa grzybów zaliczanych do porostów. Plecha skorupiasta, łuseczkowata, lub drobnolistkowa, często jasnożółta. Fotobiontem są glony chlorokokkoidowe. Cefalodium brak. Owocniki typu apotecjum lekanorowe, rzadko lecideowe. Hamatecjum złożone z nierozgałęzionych, lub słabo rozgałęzionych wstawek, amyloidalne. Worki hialinowe, maczugowate. Ich zewnętrzna ściana jest amyloidalna, wewnętrzna słabo amyloidalna, z wyjątkiem ciemniejszej, pierścieniowatej struktury w dolnej części. W jednym worku od 8 do 64 askospor (w rodzinie Candelariaceae). Askospory hialinowe, bezseptowe lub niewyraźnie 1-3-septowe, o kształcie od elipsoidalnego do cytrynowatego, nieamyloidalne. Konidia hialinowe, bezseptowe, o kształcie bakłażana lub elipsoidalne, czasem zagięte. Wytwarzają kwasy porostowe – pochodne kwasu pulwinowego (w rodzinie Candelariaceae) lub kwas alektorowy (w rodzinie Pycnoraceae).

## Systematyka
Według aktualizowanej klasyfikacji Index Fungorum bazującej na CABI databases do Candelariomycetes należą taksony:
- podklasa Candelariomycetidae Miądl. et al. ex Timdal & M. Westb. 2016
  - rząd Candelariales Miądl., Lutzoni & Lumbsch 2007
    - rodzina Candelariaceae Hakul. 1954
    - rodzina Pycnoraceae Bendiksby & Timdal 2013